# Казела (Лука)
Казела је насеље у Италији у округу Лука, региону Тоскана.
Према процени из 2011. у насељу је живело 84 становника. Насеље се налази на надморској висини од 437 м.